# Giovanni Antonio Nigrone
Giovanni Antonio Nigrone (secolo XVI – secolo XVII) è stato un ingegnere italiano.

## Biografia
Di origine presumibilmente fiorentina, ma di famiglia napoletana, Nigrone fu uno dei più ingegnosi costruttori di fontane (si definiva "fontaniere") cinquecentesco. Le sue realizzazioni, spesso fantasiose, sono visibili in varie città italiane, in particolare a Roma, a Napoli (nel contesto dei cosiddetti "giardini napoletani") e in Sicilia.
A Napoli, tra il 1598 e il 1603, scrisse un trattato di idraulica in due volumi corredato da più di 300 disegni.

### Opere
- Fontana a Villa Medici al Pincio[3]